# Comité Olímpico Nacional de la República de Bielorrusia
El Comité Olímpico Nacional de la República de Bielorrusia es el Comité Olímpico Nacional de Bielorrusia. Creado en 1991, el comité está encargado de seleccionar a los atletas para representar a Bielorrusia en los Juegos Olímpicos de Verano e Invierno, hacer cumplir las leyes antidopaje y promover la actividad deportiva en el país. El antiguo presidente del comité es Alexander Lukashenko, presidente de Bielorrusia.

## Junta ejecutiva
| Cargo              | Nombre                |
| ------------------ | --------------------- |
| Presidente         | Viktor Lukashenko     |
| Vicepresidente     | Dmitri Dovgalionok    |
| Secretario general | Polina Golovina       |
| Miembro            | Dzmitry Baskau        |
| Miembro            | Andrey Barbashinsky   |
| Miembro            | Aliaxandr Bahdanovich |
| Miembro            | Aleksandr But-Gusaim  |
| Miembro            | Olena Zubrylova       |
| Miembro            | Liubov Charkashyna    |
| Miembro            | Irina Malevanaya      |
| Miembro            | Denis Muzhzhukhin     |
| Miembro            | Natalia Tsylinskaya   |

## Sanciones
En diciembre de 2020, el Comité Olímpico Internacional impuso sanciones a los miembros del Comité Olímpico Nacional de Bielorrusia, incluidos Alexander Lukashenko, Viktor Lukashenko y Dzmitry Baskau, por discriminación política contra los atletas bielorrusos.
El 9 de agosto de 2021, el Comité Olímpico de Bielorrusia fue agregado a la Lista de Nacionales Especialmente Designados y Personas Bloqueadas por el Departamento del Tesoro de los Estados Unidos.
Además, los presidentes del Comité Olímpico de Bielorrusia Aleksandr y Viktor Lukashenko están bajo las sanciones de los Estados Unidos, la Unión Europea, el Reino Unido, Suiza y Canadá, mientras Dzmitry Baskau, miembro de la junta ejecutiva, tiene prohibido entrar en Lituania, Letonia y Estonia.